# 天津利顺德大饭店
天津利顺德大饭店（英語：The Astor Hotel Tianjin，曾名亚细亚饭店、天津大饭店），始建于清同治二年（1863年），坐落于当时天津英租界的主干道维多利亚道（英語：Victoria Road）和维多利亚花园的东侧，即今天的天津市和平区解放北路199号和台儿庄路33号，作为原天津租界区现存极少的19世纪中叶建筑之一，天津利顺德饭店旧址被中华人民共和国国务院批准为全国重点文物保护单位，被天津市人民政府批准为特殊保护等级历史风貌建筑。
天津利顺德大饭店是天津市历史上第一家外资大饭店，在近代史上曾是重要的外交活动场所，英国、美国、加拿大、日本等国家曾先后将领事馆设于酒店内。中国与西方国家在近代的诸多条约是在这里签署，孙中山、美国总统胡佛、英国国王爱德华八世、卓别林、梅兰芳等著名人士曾在此下榻或寓居。2010年重新开业时，利顺德大饭店由喜达屋酒店集团豪华精选品牌运营管理，为旗下的“天津利顺德大饭店豪华精选酒店”，是喜达屋在中国的第一家豪华精选酒店。2018年4月，利顺德大饭店脱离喜达屋集团，由业主天津市旅游集团自行运营。

## 历史沿革

利顺德旧照

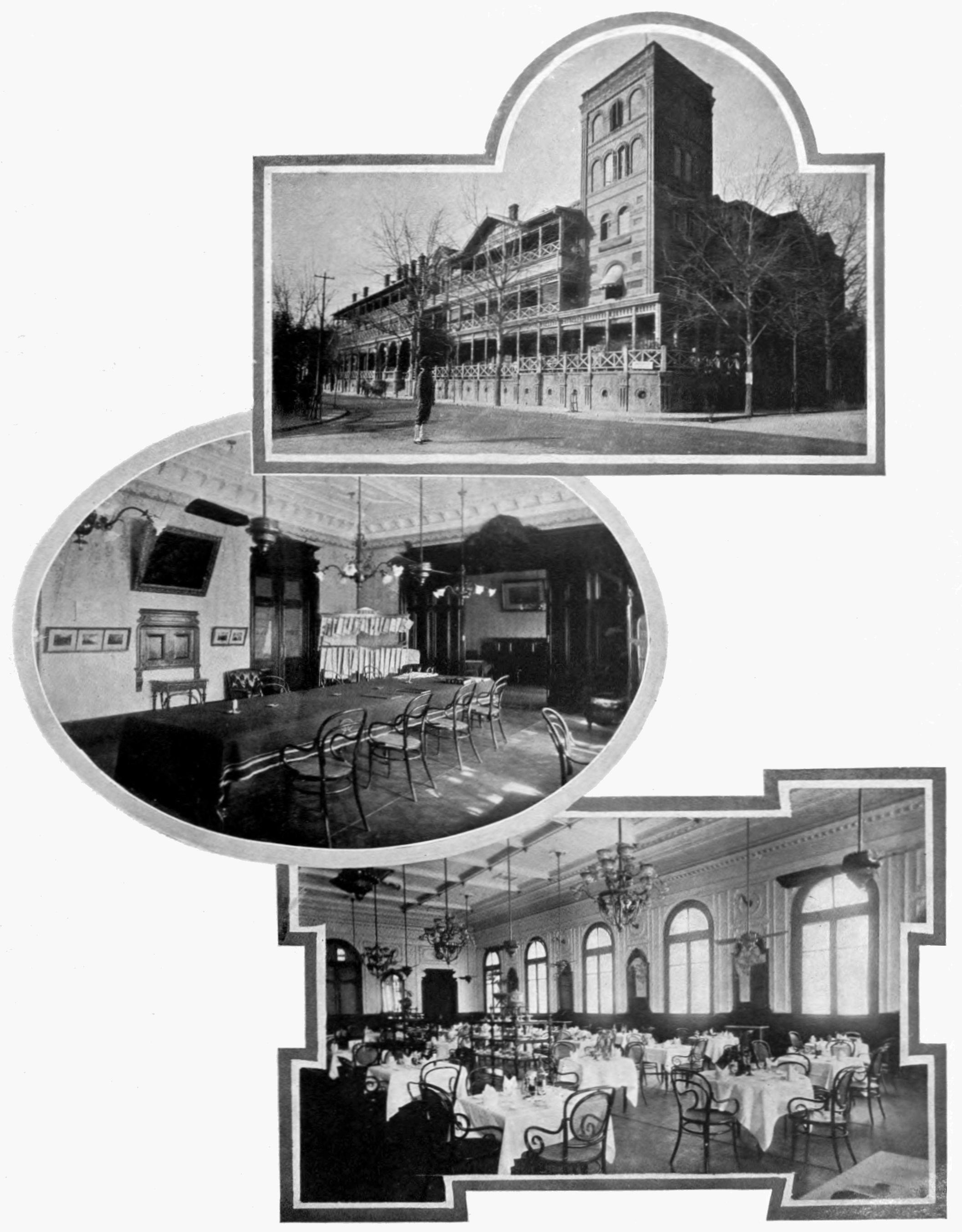
1908年的利顺德

1863年春天，在天津传教近两年的英国圣道堂牧师约翰·殷森德（英語：John Innocent）用传教得来的布施纹银600两，和女王的驻津代表吉布逊签订了一份“转租”土地的“皇室租约”在天津英租界内购地6亩，在购地几个月后，殷森德便雇用民夫在他购买的土地最南端建造了瓦楞铁顶英式平房，作为货栈、洋行、旅馆和饭店之用:570，由于建设在海河的泥滩之上，因此被当时的人戏称为“泥屋”。殷森德按照自己姓氏的中文译音，把饭店命名为“利顺德饭店”，名称中的“利顺德”三字源于孟子“利顺以德”的教谕，亦与饭店创始人、英国传教士中文名字“殷森德”谐音:570。
1886年，殷森德又与天津怡和洋行买办梁炎卿、德国人德璀琳等集资将饭店改建成为三层，转角塔为五层的楼房，原有的建筑面积扩到6200平方米，成为当时天津市最高的建筑物。1897年起，利顺德大饭店实行董事会领导下的股份制，第一任董事长是英籍人威廉·安德逊，中国人梁炎卿为副董事长，利顺德大饭店成为中国近代史上首批实行董事会建制的企业。
从1863年至19世纪末，天津利顺德大饭店一直是天津所有外交活动的场地，随后酒店被提名为中国第一家外交公寓。当时，英国领事馆曾在此举办了大多数会议，而美国领事馆则是第一个设在酒店内的领事馆，直到1929年才搬迁。
1924年秋，鉴于饭店宾客增多，客房不敷使用，股东大会决定在利顺德饭店老楼北侧再兴建一座新式楼房。工程历时6个月，一座约2500平方米欧洲风格的四层钢混结构新式楼房拔地而起。在楼房的营建中，当时的饭店董事长海维林特聘请了奥的斯电梯公司进行电梯的专门制造，并派人来天津进行技术安装。目前，该电梯现仍在使用中，为中国现存并仍在正常运行的最古老电梯。
1943年3月，日本占领了利顺德饭店，并将其强行更名为“亚细亚饭店”。
1952年，经中央人民政府政务院批准，天津市人民政府接管了利顺德饭店，并将其更名为“天津大饭店”:570。
1954年12月，西藏同胞200余人来到天津，分两处下榻，其中阿沛·阿旺晋美等下榻在天津大饭店。饭店专门在423房间设立讲经诵经地，期间，十世班禅大师也来此诵经。1957年，周恩来总理到访酒店，并且在此举行外事活动，接见了时任波兰首相。
1984年天津市旅游总公司与香港哥罗洋行合资扩建经营酒店，并复名“天津利顺德大饭店”。1985年，利顺德大饭店主楼装修竣工开业。1987年，主楼东侧扩建了七层现代建筑。

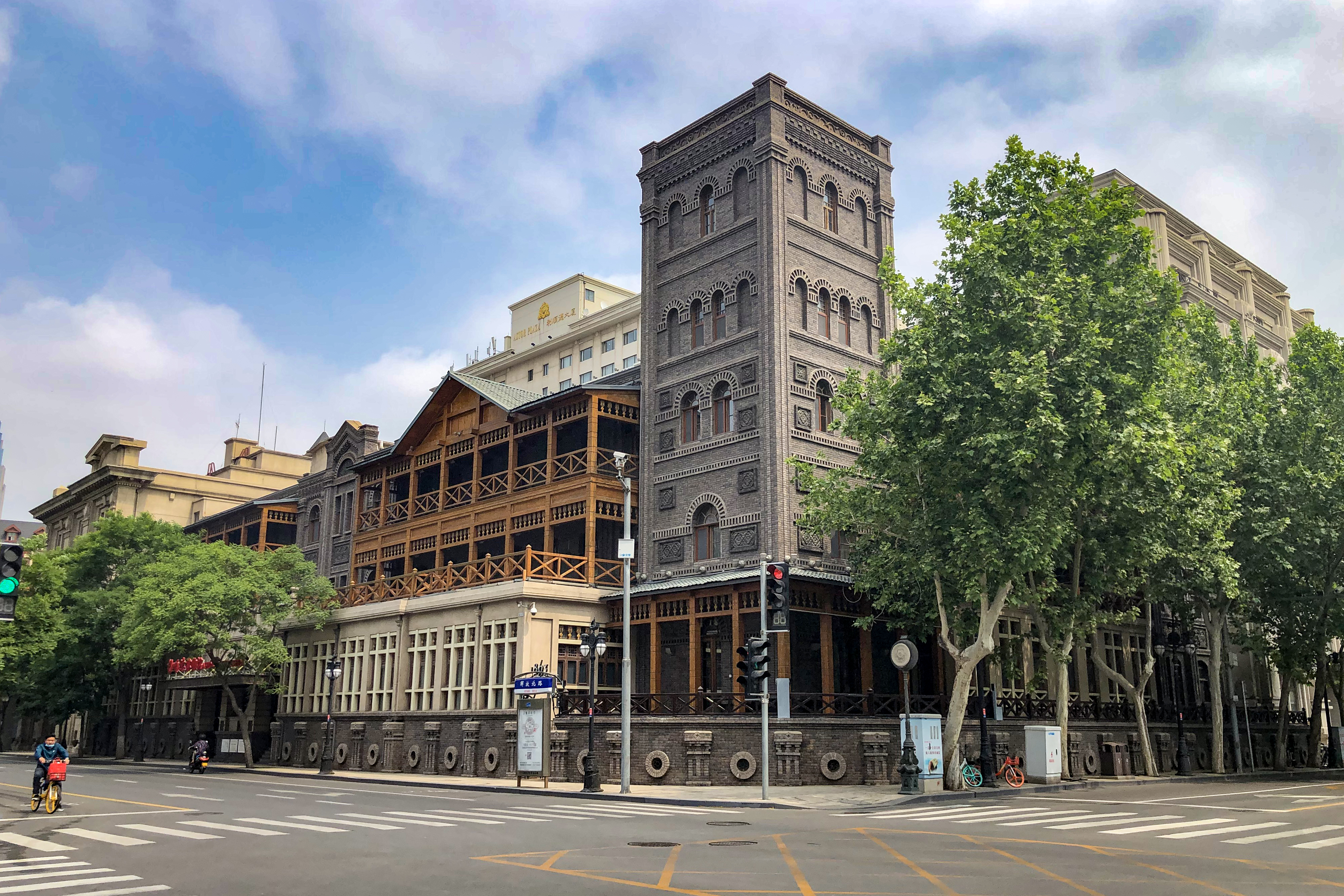
修缮后的天津利顺德大饭店

1993年和1997年，利顺德大饭店先后投资74万元人民币进行全面装修。增设行政楼、大堂酒吧等多种酒店设施。1996年，天津利顺德饭店被列为第四批全国重点文物保护单位，成为一家国家级重点文物保护单位酒店。2008年底。利顺德大饭店的提升改造工程开始陆续进行。2009年1月1日，利顺德大饭店停业并按照初建时原貌进行修缮，并由天津旅游集团委托与喜达屋酒店及度假酒店国际集团旗下的豪华精选（英語：The Luxury Collection）品牌进行合作。2010年8月28日，恢复原貌的利顺德大饭店重新开业，由喜达屋豪华精选品牌负责运营。2010年8月酒店重新开业后，即受到媒体关注并且获得多项殊荣，先后被《私家地理》等杂志评选为2010年十大顶级奢华酒店之一，被《中国经济周刊》和《MICE Now》评选为最佳奢华酒店，同时也赢得了国际酒店论坛组织的铂金大奖。
2018年4月，利顺德大饭店脱离喜达屋集团，由天津市旅游集团管理。

## 到访名人
位于天津英租界的利顺德大饭店在天津影响很大，许多政要名流都曾寓居于此或在此下榻，如孙中山、李鴻章、周恩來、宋教仁、黄兴、溥仪、蔡锷、袁世凯、段祺瑞、梁启超、馮耿光、张学良及赵四女士和梅兰芳等。美国前总统赫伯特·胡佛、十世班禪喇嘛、英國國王爱德华八世、英國蘇丹總督查理·乔治·戈登、等數百位世界名人也曾入住在这里，飯店內並闢有居住名人照片、留字展覽廳。其中，孙中山曾居住的288房间目前为“总统套房”，梅兰芳曾居住的302房间为“兰芳套房”，美国第三十一届总统赫伯特·胡佛曾在388房间居住长达五年之久，1954年十世班禅大师和十四世达赖喇嘛及众高僧曾在423房间讲经说法。

## 外交活动
利顺德大饭店建成后，从1863年至19世纪末，一直是天津所有外交活动的场地，并逐渐成为中国外交活动和政治活动的重要场所。英国、美国、加拿大、日本等国先后将各自的领事馆设在饭店内。《中国丹麦条约》《中国荷兰条约》《中葡天津通商条约》《中法简明条约》等中国近代史上的诸多条约先后在此签订。1952年，利顺德饭店被天津市人民政府接管后，作为涉外酒店仍举行过多次外事活动，曾接待缅甸、波兰、捷克斯洛伐克等多国政府首脑，以及苏联红旗歌舞团和大马戏团、日本酒店业考察团等。

## 酒店特色

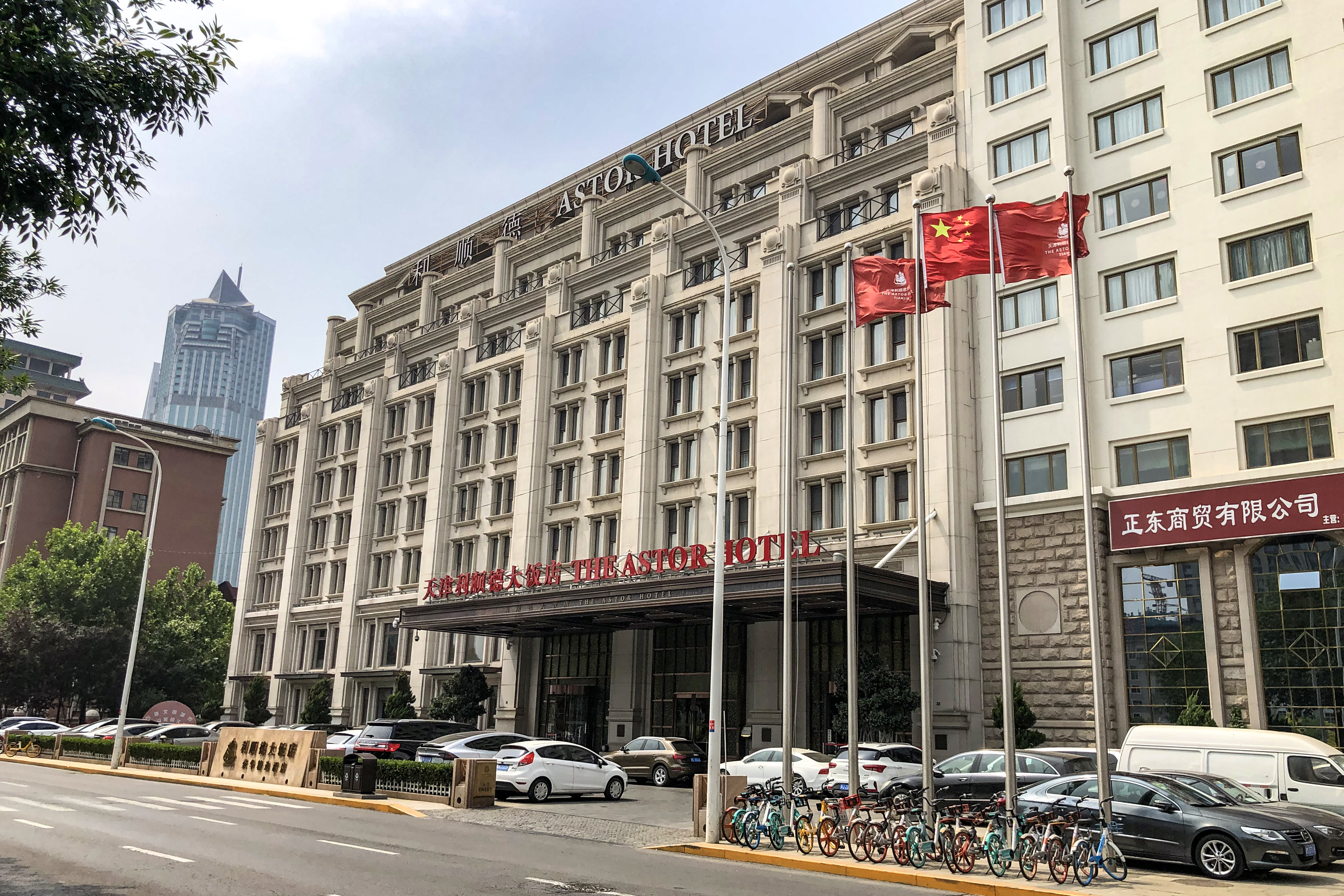
天津利顺德饭店海河一侧

天津利顺德大饭店的 152 间客房均采用经典的维多利亚时代风格装潢，充分体现出天津利顺德大饭店的悠久历史传统。“总统套房”、“中山套房”和“兰芳套房”两间主题套房则精心保留了赫伯特·胡佛、孙中山、梅兰芳下榻时期原有的装饰和设施，以彰显优雅气息。2010年上海世博会的天津馆则是以利顺德大饭店为原型建设的。

### 利顺德博物馆

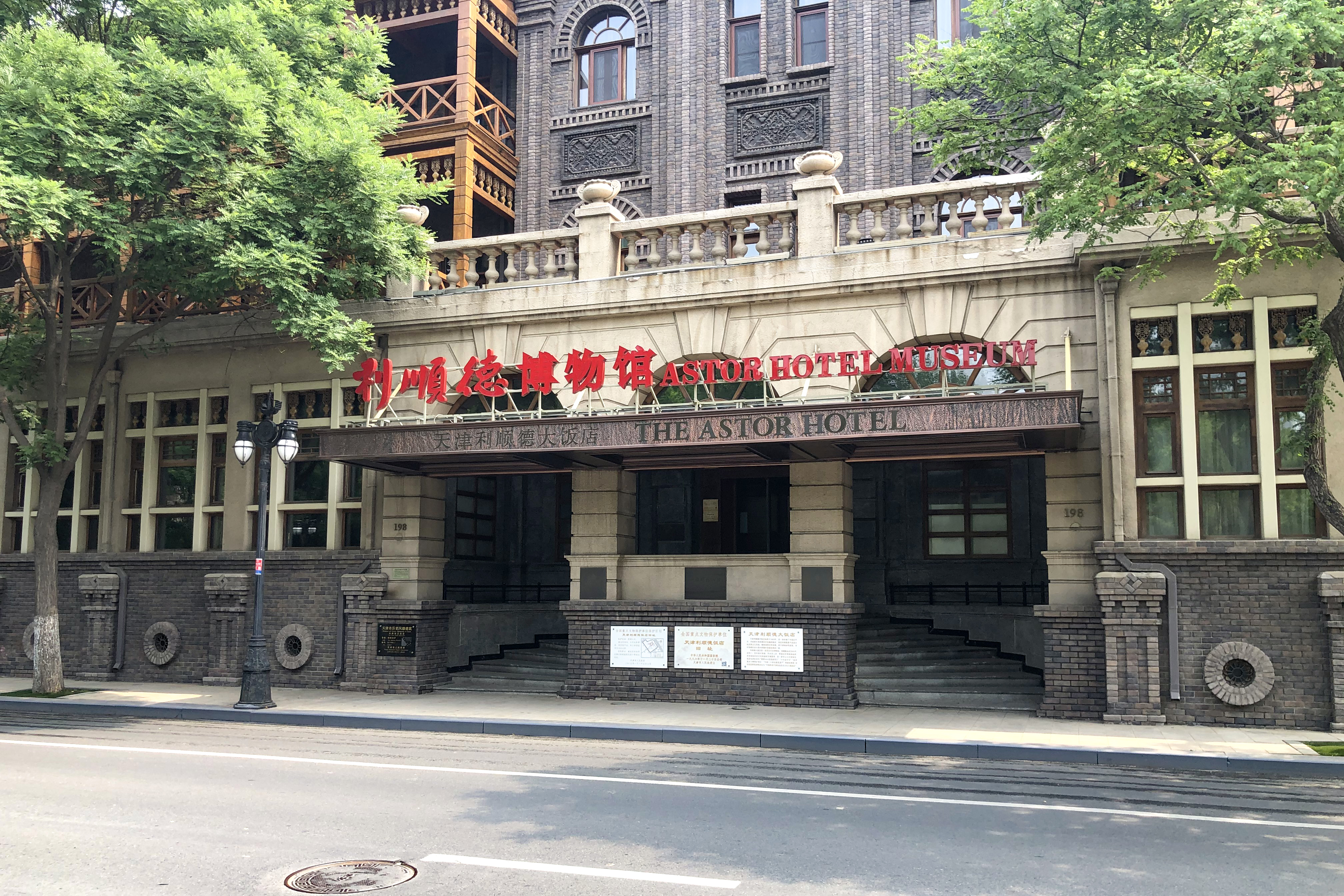
利顺德博物馆

利顺德大饭店专门开辟了700余平方米的酒店博物馆，讲述酒店的历史，内藏著名客人的珍贵画像和文献史料，如中国最早使用的电灯、电话、电梯和数字统计机，以及慈禧赐予饭店早期股东的一品顶戴花翎，溥仪欣赏音乐的留声机，宋庆龄弹奏过的钢琴，藏传佛教的稀世金佛，意大利文艺复兴时期的雕花长椅等丰富文物，展示了天津租界时期的风貌。目前，利顺德博物馆每天开放，供酒店住客免费参观。

### 古董电梯

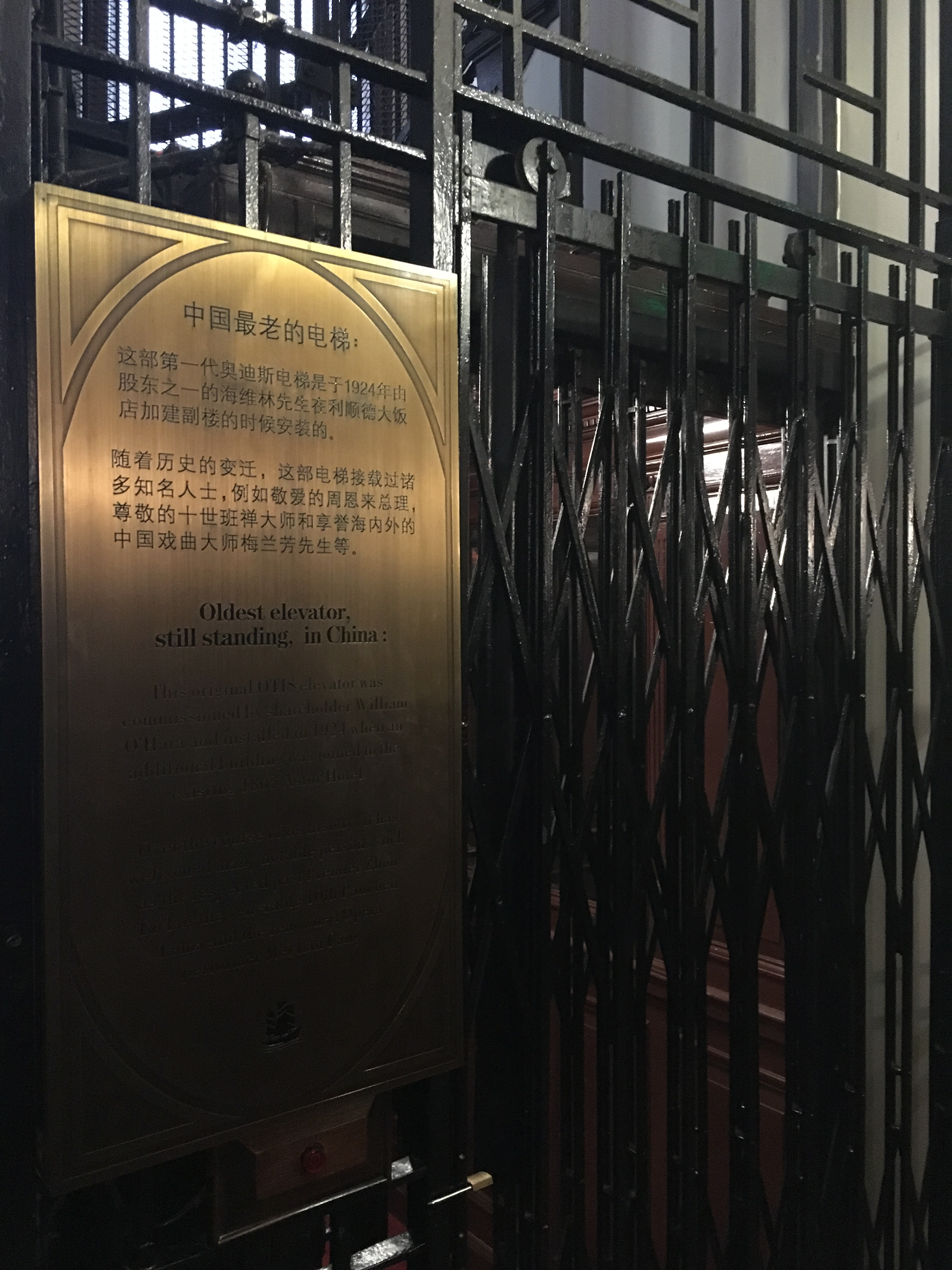
中国最老的电梯

利顺德大饭店在1924年扩建时安装了美国奥的斯电梯公司第一代产品，目前该部电梯为中国现存并仍在正常运行的最古老的电梯，并得到中国电梯协会的认证。

### 码头
利顺德大饭店毗邻海河，并设有海河利顺德码头，可以停靠游览海河的游览船。

## 影视作品
利顺德大饭店因保留历史风貌，因此成为众多历史题材影视作品的取景地。2013年，中央电视台与天津旅游集团联合摄制了纪录片《利顺德纪事》。